# Willis Wagner Wirth
Pour les articles homonymes, voir Wirth.
Willis (Bill) Wagner Wirth est un entomologiste américain, né le 17 octobre 1916 près de Dunbar dans le comté d'Otoe dans le Nebraska et mort le 3 septembre 1994 à Gainesville en Floride.
Il est le fils de William Johannes Wirth (1886-1983) et de Bertha Matilda née Wagner (1889-1976). Il grandit dans la ferme familiale et fait ses études secondaires à Nebraska City. C’est durant ces années qu’il commence à s’intéresser aux sciences notamment grâce à l’influence de son professeur Charles Bratt.
Il passe trois ans au Peru State Teachers College où il est dirigé par le Dr Coatney de la faculté des sciences. Il passe sa quatrième année à l’université d’État de l’Iowa où il assiste notamment aux cours de Carl John Drake (1885-1965). Celui-ci lui conseille de se consacrer à l’entomologie. Wirth obtient son Bachelor of Sciences en 1940. Il passe l’été à travailler au contrôle des sauterelles dans le sud-est du Nebraska. Durant la Seconde Guerre mondiale, il travaille dans le Service sanitaire fédéral et est assigné à des missions de mise en quarantaine à Miami et à Honolulu. Il obtient son Master of Sciences en 1947 à l’université d’État de la Louisiane.
De 1947 à 1949, il fréquente l’université de Berkeley en Californie où il bénéficie d’une bourse de l’Institut national de santé. Il obtient son doctorat en 1950 sous la direction de Robert Leslie Usinger (1912-1968). De 1949 jusqu’à son départ à la retraite, en 1983, Wirth est chercheur en entomologie pour le ministère de l’Agriculture détaché au National Museum of Natural History. Après sa retraite, Wirth et sa femme, Mabel, déménagent à Gainesville où il continue à effectuer des recherches en relation avec la Collection d’arthropodes de l’État de Floride. Il est le premier dédicataire de la C.P. Alexander Award décerné par la North American Dipterists Society.
Il est l’auteur, seul ou avec d’autres, de 417 articles scientifiques. Il y décrit 1 345 nouvelles espèces appartenant à 11 familles de Diptères (principalement des Ceratopogonidae).